# 波当萨克
波当萨克（法語：Podensac，法語發音：[pɔdɛ̃sak]）是法国吉伦特省的一个市镇，属于朗贡区。

## 地理
波当萨克（44°39'4"N, 0°21'19"W）面积8.34 平方千米，位于法国新阿基坦大区吉倫特省，该省份为法国西南部沿海省份，是法國本土面积最大的省，北起滨海夏朗德省，西临大西洋，南至朗德省，东南接洛特-加龍省，东临多爾多涅省。
与波当萨克接壤的市镇（或旧市镇、城区）包括：里翁、伊拉茨、贝盖、塞龙斯、维尔拉德。

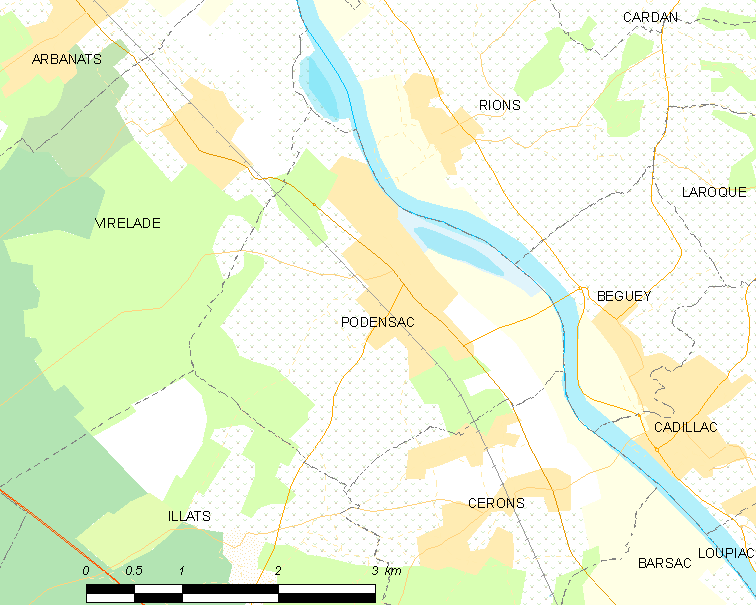
波当萨克的OSM定位图

波当萨克的时区为UTC+01:00、UTC+02:00（夏令时）。

## 行政
波当萨克的邮政编码为33720，INSEE市镇编码为33327。

## 政治
波当萨克所属的省级选区为砂砾荒原县。

## 人口

1962-2008年间波当萨克人口变化图示

波当萨克于2022年1月1日时的人口数量为3300人。